# Јевгениј Кузњецов (скакач у воду)
Јевгениј Владимирович Кузњецов (рус. Евгений Владимирович Кузнецов; Ставропољ, 12. април 1990) елитни је руски скакач у воду и члан репрезентације Русије. Његова специјалност су појединачни и синхронизовани скокови са даске са висине од 3 метра. 
Највећи успех у каријери остварио је на ЛОИ 2012. у Лондону када је у пару са Иљом Захаровим освојио сребро у синхронизованим скоковима у дисциплини даска 3 метра. Био је део руског олимпијског тима и на ЛОИ 2016. у Рију.
У пару са Захаровим освојио је и титулу светског првака у синхронизованим скоковима са даске на СП 2017. у Будимпешти. Пре светског злата на светским првенствима освојио је још 5 медаља.